# Língua pumi
Pumi (também chamada Prinmi) é uma língua Qiang usado pelo povo Pumi] um grupo étnico de Yunnan, China, bem como pelo povo tibetano do Condado Autônomo Muli em [ [Sichuan]], China. A maioria dos falantes nativos vive nos Condados Autônomos Lanping Bai e Pumi,  Ninglang Yi, Lijiang, Weixi e Muli.
O autônimo do Pumi é pʰʐə̃55 mi55 em Prinmi Oeste, pʰɹĩ55 mi55 em Central Prinmi, e pʰʐõ55 mə53' ' em Northern Prinmi com variantes como pʰɹə̃55 mə55 e tʂʰə̃55 mi53.
Em Muli, Frades Bonistas os sacerdotes leem textos religiosos em tibetano, que precisa ser interpretado em Prinmi. Uma tentativa de ensinar as crianças Pumi a escrever sua língua usando a escrita tibetana foi vista em Ninglang Yi.  Uma escrita romana baseada em pinyin foi proposta, mas não é comumente usada.

## Dialetos
Trabalhos anteriores sugerem que existem dois ramos de Pumi (sul e norte), e eles não são mutuamente inteligíveis. Ding (2014) propõe três grupos principais: Prinmi  Ocidental (falado em Lanping Bai e Pumi) Central Prinmi (falado no sudoeste de Ninglang, Lijiang, Yulong e (Condado de Yongsheng) e Prinmi do Norte falado no norte de Ninglang]] e Sichuan). 

### Lu (2001)
Dialetos de Pumi incluem o seguinte (Lu 2001).
Sul (22 mil falantes)
- Qinghua 箐花村, Lanping, Yunnan
- Ludian 鲁甸县, Yunnan
- Xinyingpan 新营盘乡, Ninglang , Yunnan

Norte (55 mil falantes)
- Taoba 桃巴村, Muli , Sichuan
- Tuoqi 拖七村, Ninglang , Yunnan
- Zuosuo 左所区, Yanyuan , Sichuan
- Sanyanlong 三岩龙乡, Jiulong, Sichuan

### Sim (2017)
Sims (2017) lista os seguintes dialetos de Pumi.
- Northern
  - Sanyanlong 三岩龙 Jiulong] (B. Huang & Dai 1992)[7]
  - Taoba 桃巴 Muli (Sun 1991)[8]
  - Shuiluo 水洛 [Muli County] (Jacques 2011)[9]
- Central
  - Wadu 瓦都[10] Ninglang Count (Daudey 2014)[11]
  - Niuwozi 牛窝子[12] Ninglang (Ding 2001, etc.)[13]
- Sul
  - Dayang Lanping (Matisoff 1997)[14]
  - Qinghua 箐花 [Lanping (Sun 1991; B. Huang & Dai 1992)[8][7]

## Ortografia
A escrita latina foi baseada em pinyin para Pumi proposta, mas ainda não foi utilizada.
| Letra | IPA        | Letra | IPA         | Letra | IPA          | Letra | IPA | Letra | IPA |
| ----- | ---------- | ----- | ----------- | ----- | ------------ | ----- | --- | ----- | --- |
| b     | [p]        | p     | [pʰ]        | bb    | [b]          | m     | [m] | hum   | [m̥] |
| d     | [t]        | t     | [tʰ]        | dd    | [d]          | n     | [n] | hn    | [n̥] |
| g     | [k]        | k     | kʰ          | gg    | [ɡ]          | h     | [x] | hh    | [ɣ] |
| j     | [tɕ]       | q     | tɕʰ         | jj    | [dʑ]         | x     | [ɕ] | xx    | [ʑ] |
| z     | [ts]       | c     | tsʰ         | zz    | [dz]         | s     | [s] | ss    | [z] |
| zh    | [ʈʂ]       | ch    | ʈʂʰ         | zh    | [ɖʐ]         | sh    | [ʂ] | ssh   | [ʐ] |
| zr    | [ʈ], ʈʂ/kʴ | cr    | ʈʰ, ʈʂʰ/kʴʰ | zzr   | [ɖ], [ɖʐ/ɡʴ] | eu    | [l] | lh    | [ɬ] |
| br    | pʴ         | pr    | pʴʰ         | bb    | bʴ           | r     | ɹ   | hora  | ɹ   |
| ng    | [ŋ]        | hng   | [ŋ̥]         | w     | [w]          | e     | [j] |       |     |

| Letra | IPA    | Letra | IPA        | Letra | IPA        | Letra | IPA     |
| ----- | ------ | ----- | ---------- | ----- | ---------- | ----- | ------- |
| eu    | [i/iᵊ] | você  | [u]        | ui    | [ɥi/wi]    | e     | [ə]     |
| ie}}  | [jɛ/e] | eu    | [ju]       | ue    | [ɥe/nós]   |       |         |
| ii    | [ɨ/ə]  | uu    | [uə/ʉ]     | ue    | [ɥɛ/wɛ/wə] | üa    | [ɥɐ]    |
| em    | [ĩ/ə̃]  | eu    | [(j)ɛ̃/ĩ]   | uen   | [ɥɛ̃/wɛ̃/wĩ] | uin   | [ɥĩ]    |
| o     | [o/ɤ]  | eu    | [(j)ɐw/ɨɤ] | em    | [õ]        | ião   | [jõ]    |
| a     | [ɑ]    | ia    | [jɐ/jɜ]    | você  | [wɑ/wɜ]    | uan   | [wɐ̃/wɜ̃] |
| aa    | [a]    |       |            | ua    | [wa]       | um    | [ɐ̃]     |
| ea    | [ɜ/ɛ]  | ai    | [ɜj]       | uai   | [wɜj]      |       |         |

## Documentação
Documentos de áudio transcritos, traduzidos e anotados no idioma Pumi estão disponíveis na Coleção Pangloss. Dizem respeito aos dialetos do Pumi Norte

## Tons
Sims (2017) reconstrói tons altos e tons baixos para Proto-Prinm
- Palavras monossilábicas
  - f – tom em queda
  - v – tom alto
  - nenhum – tom crescente
- Palavras polissílabas
  - f – não propagação do tom alto
  - v – propagação do tom alto para a próxima sílaba
  - r – tom crescente
  - nenhum – tom baixo padrão

## Gramática
Uma gramática de referência do dialeto Wadu de Pumi é available online. Uma gramática de Central Pumi também está disponível.

## Documentação
Documentos de áudio transcritos, traduzidos e anotados no idioma Pumi estão disponíveis na Coleção Pangloss. Dizem respeito aos dialetos do Pumi Norte

## Tons
Sims (2017) reconstrói tons altos e tons baixos para Proto-Prinm
- Palavras monossilábicas
  - f – tom em queda
  - v – tom alto
  - nenhum – tom crescente
- Palavras polissílabas
  - f – não propagação do tom alto
  - v – propagação do tom alto para a próxima sílaba
  - r – tom crescente
  - nenhum – tom baixo padrão

## Gramática
Uma gramática de referência do dialeto Wadu de Pumi é available online. Uma gramática de Central Pumi também está disponível.

## Amostra de texto
Tèr gwéjè dzwán thèr phxèungphxàr sì.
Timitae llìnggwe zreungzrun stìng.
Português
Ele quebrou vários martelos.
Este homem está chorando e gritando o tempo todo.